# 青森県道274号陸奥関根停車場線
青森県道274号陸奥関根停車場線（あおもりけんどう274ごう むつせきねていしゃじょうせん）は、青森県むつ市を通る一般県道である。

## 概要
下北交通大畑線陸奥関根駅跡から国道279号の陸奥関根郵便局付近に至る短距離路線である。

### 路線データ
- 起点 : 陸奥関根停車場[1]
- 終点 : 国道二七九号交点（むつ市）[1]

## 歴史
- 1961年（昭和36年）2月10日 - 青森県道に認定される[1]

## 地理

### 交差する道路
- 国道279号（むつ市関根、終点）

### 沿線の施設など
- 下北交通大畑線 陸奥関根駅跡
- むつ警察署 関根交番
- 陸奥関根郵便局